# Trechus tennesseensis
Trechus tennesseensis är en skalbaggsart som beskrevs av Barr. Trechus tennesseensis ingår i släktet Trechus och familjen jordlöpare. Inga underarter finns listade i Catalogue of Life.